# Fusion de genres musicaux
 (mars 2024).

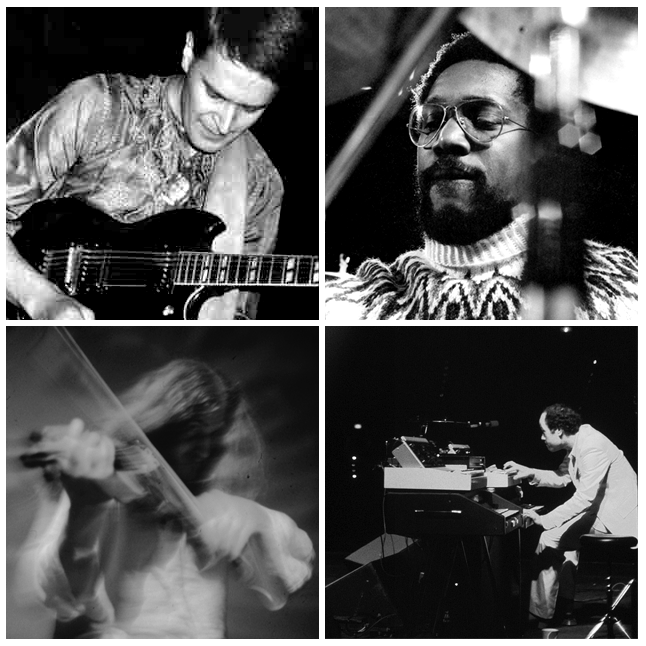
John McLaughlin, Billy Cobham, Jerry Goodman, et Jan Hammer - La première formation (ou presque) du groupe de jazz fusion américain Mahavishnu Orchestra.

La fusion de genres musicaux se définit par le mélange ou la combinaison de deux ou plusieurs genres musicaux afin d'en former un nouveau, qui devient automatiquement un sous-genre pour chacun des genres dont il est formé. Ce sous-genre s'approprie le plus souvent des noms des deux genres d'origine accolés ou parfois reliés par un trait d'union. Il peut également être un mot-valise (par exemple la merenhouse est un mélange de merengue et de house, ou le salsaton mixant salsa et reggaeton).

## Typologie
L'usage du terme de fusion, en musique, renvoie la plupart du temps à l'un des deux types de fusion suivants :
- le jazz fusion[1] ;
- le rock fusion, mélange de rock, de funk et de rap.

## Caractéristiques
La fusion de genres musicaux est de nature synthétique ou électronique, et permet à différents styles de musique électronique d'être joué en même temps lors de mixsets, notamment. La fusion recouvre une grande diversité de musiques alternatives incluant tango alternatif, blues, soul, disco, jazz, pop, electronica lyrique ou rythmique, ou autres genres rythmiques et dansants. Grâce à cette manière de jouer, les disc-jockeys peuvent fusionner et mélanger à leur guise différents styles musicaux selon leurs goûts.

## Liste

### Principaux genres
|                            | Blues      | Folk                       | Funk                    | Jazz                | Latino                                               | Metal            | Pop        | Punk rock        | Rap/Hip-hop | Rock              | Soul       | Musique électronique/Dance                           | World Music |
| Blues                      |            |                            |                         | Jazz blues          |                                                      |                  |            | Punk blues       |             | Blues rock        | Soul blues |                                                      |             |
| Folk                       |            |                            |                         |                     | Nueva canción, Nueva trova                           | Folk metal       |            | Punk folk        |             | Folk rock         |            | Folktronica                                          |             |
| Funk                       |            |                            |                         | Jazz-funk           |                                                      | Funk metal       |            |                  | G-funk      | Funk rock         |            | Electro-funk, freestyle                              |             |
| Jazz                       | Jazz blues |                            | Jazz-funk               |                     | Latin jazz                                           | Jazz metal       |            | Jazz punk        | Jazz rap    | Jazz-rock         |            | Nu jazz, jazz house                                  | Ethno-jazz  |
| Latino                     |            | Nueva canción, Nueva trova |                         | Latin jazz          |                                                      | Latin metal      | Pop latino |                  | Salsaton    | Rock en espagnol  | Boogaloo   | Dance latino, Merenhouse, Merengue electronico, etc. |             |
| Metal                      |            | Folk metal                 | Funk metal              | Jazz metal          | Latin metal                                          |                  | Pop metal  | Crossover thrash | Rap metal   |                   |            | Metal industriel                                     |             |
| Pop                        |            |                            |                         |                     | Pop latino                                           | Pop metal        |            | Pop punk         | Pop-rap     | Pop rock          |            | Dance-pop                                            |             |
| Punk rock                  | Punk blues | Punk folk                  |                         | Jazz punk           | Rock alternatif latino                               | Crossover thrash | Pop punk   |                  | Rapcore     |                   |            | Dance-punk                                           |             |
| Rap/Hip-hop                |            |                            | G-funk                  | Jazz rap            |                                                      | Rap metal        | Pop-rap    | Rapcore          |             | Rap rock          |            | Hip-house                                            |             |
| Rock                       | Blues rock | Folk rock                  | Funk rock               | Jazz-rock           | Rock en espagnol Rock alternatif latino              |                  | Pop rock   |                  | Rap rock    |                   | Soul rock  | Rock électronique                                    |             |
| Soul                       | Soul blues |                            |                         |                     | Boogaloo                                             |                  |            |                  | Rnb         | Soul rock         |            |                                                      |             |
| Musique électronique/Dance |            | Folktronica                | Electro-funk, Freestyle | Nu jazz, jazz house | Dance latino, Merenhouse, Merengue electronico, etc. | Metal industriel | Dance-pop  | Dance-punk       | Hip-house   | Rock électronique |            |                                                      |             |
| World Music                |            |                            |                         | Ethno-jazz          |                                                      |                  |            |                  |             |                   |            |                                                      |             |

### Dérivé du folk
- Folk rock : Rock et folk
- Folk metal : Folk et heavy metal
- Punk folk : Punk et folk
- Folktronica : Musique électronique et folk

### Dérivé du funk
- Funk rock : Rock et funk
- Funk metal : Funk et heavy metal
- Electro-funk : Musique électronique et funk
- Disco-funk : Disco et funk
- Jazz-funk : Jazz et funk

### Dérivés du jazz
- Acid jazz : Jazz, disco et house[3]
- Jazz fusion : Jazz et rock
- Ethno-jazz : Jazz et world music
- Latin jazz : Jazz et Latino
  - Jazz afro-cubain : Jazz et salsa
- Third stream : Jazz et musique classique
- Nu jazz : Jazz, jazz fusion, house ou musique électronique
- Jazz-funk : Jazz et funk
- Jazz rap : jazz et rap

### Dérivé du metal
- Metal symphonique : Metal et musique classique (orchestre symphonique)
- Metal industriel : Metal et musique industrielle
- Nu metal : Metal et hip-hop
- Metal alternatif : Musique alternative et metal
- Folk metal : Folk et metal
- Funk metal : Funk et heavy metal
- Rap metal : Hip-hop et heavy metal

### Dérivés du punk
- Dance-punk : Musique électronique, dance et punk
- Punk musette : Punk et musette
- Ska punk : Ska et punk
- Electronicore : Musique électronique, heavy metal et punk hardcore
- Pungle : Punk et jungle
- Punk folk : Punk et folk
- Punk blues : Protopunk ou punk et blues

### Dérivé du hip-hop
- Hip-hop soul : Hip-hop et soul (nom d'origine du RnB)
- Hip-house : Hip-hop et house
- Hip-hop alternatif : Hip-hop et musique alternative
- Hip-hop industriel : Hip-hop et musique industrielle

### Dérivés du rock
- Jamrock : ragga et rock
- Rock symphonique : Rock et Musique classique (orchestre symphonique)
- Rock alternatif latino (pas de nom courant ; parfois appelé musica mestiza ou alterlatino en espagnol) : rock alternatif et musique latine
- Rock dub[4] : dub et rock
- Dance-rock : Rock et dance
- Rock alternatif : Rock et musique alternative
- Funk rock : Rock et Funk
- Folk rock : Rock et folk
- Rap rock : Rap et rock
- Blues rock : Blues et rock
- Rock industriel : Rock et musique industrielle

### Dérivé de la dance
- Dance-punk : Dance et Punk
- Dance-rock : Dance et rock
- Indie dance : Dance et Rock alternatif
- Dance-pop : Dance et pop

### Dérivés du Crunk
- Crunk : rap Dirty South et musique électronique
  - Crunkcore : crunk et screamo
  - Crunk'n'b : crunk et RnB
  - Eurocrunk : crunk et eurodance
  - Reggaecrunk : crunk et reggaeton

### Dérivés de la house
- Tech house : techno et house
- Latin house : musique latine et house
- Merenhouse : merengue, house et hip-hop
- Hip-house : hip-hop et house
- Ambient house : Ambient et House

### Dérivés de la Salsa
- Salsa-ragga : salsa et ragga
- Salsaton : salsa, reggaeton, rumbaton : rumba, kumbiaton : cumbia, reggaeton, bachaton
- Salsa-raï : titre d'un duo entre Yuri Buenaventura et Faudel ; Salsa Rica, reprise d'Alabina

### Autres genres
- Bachatango : bachata et tango
- Bachata flamenca : bachata et flamenco
- Berbère-celtique ou kabyle-celtique
- Chillstep : chill-out et dubstep
- Contradanza : contredanse et rythme créole
- Electrotango : Musique électronique et tango
- Electro swing : Musique électronique et swing
- Fusion ibérique : tradition de multiples continents, rythmes modernes, et jazz
- Gothabilly : psychobilly et musique gothique
- Grindie : grime et indie
- Pachanga : merengue et conga
- Reggaeton : ragga et musique latine (et rap)
- Reggaecrunk : reggaeton et crunk
- Rumba (flamenca) : rumba (en fait : guaracha), flamenco
- Seggae : séga et reggae
- Ska : rhythm and blues et mento (approximativement)
- Soca : contraction de soul-calypso
- Zouk love : kizomba et zouk